# مهدی بندین
مهدی بندین (زاده ۲۶ فوریه ۱۹۹۶) یک بازیکن فوتبال اهل فرانسه است که در باشگاه فوتبال سرکل بروژ بازی میکند.